# 赫雷尼夫 (利維夫州)
49°55′23″N 24°22′30″E / 49.92306°N 24.37500°E
赫雷尼夫（羅馬化：Khreniv）是烏克蘭西部的村莊，隸屬利維夫州的利維夫區。該村始建於1621年，面積1.04平方公里，海拔高度225米，2001年人口292，人口密度每平方公里280.77人。